# クレモナのジェラルド

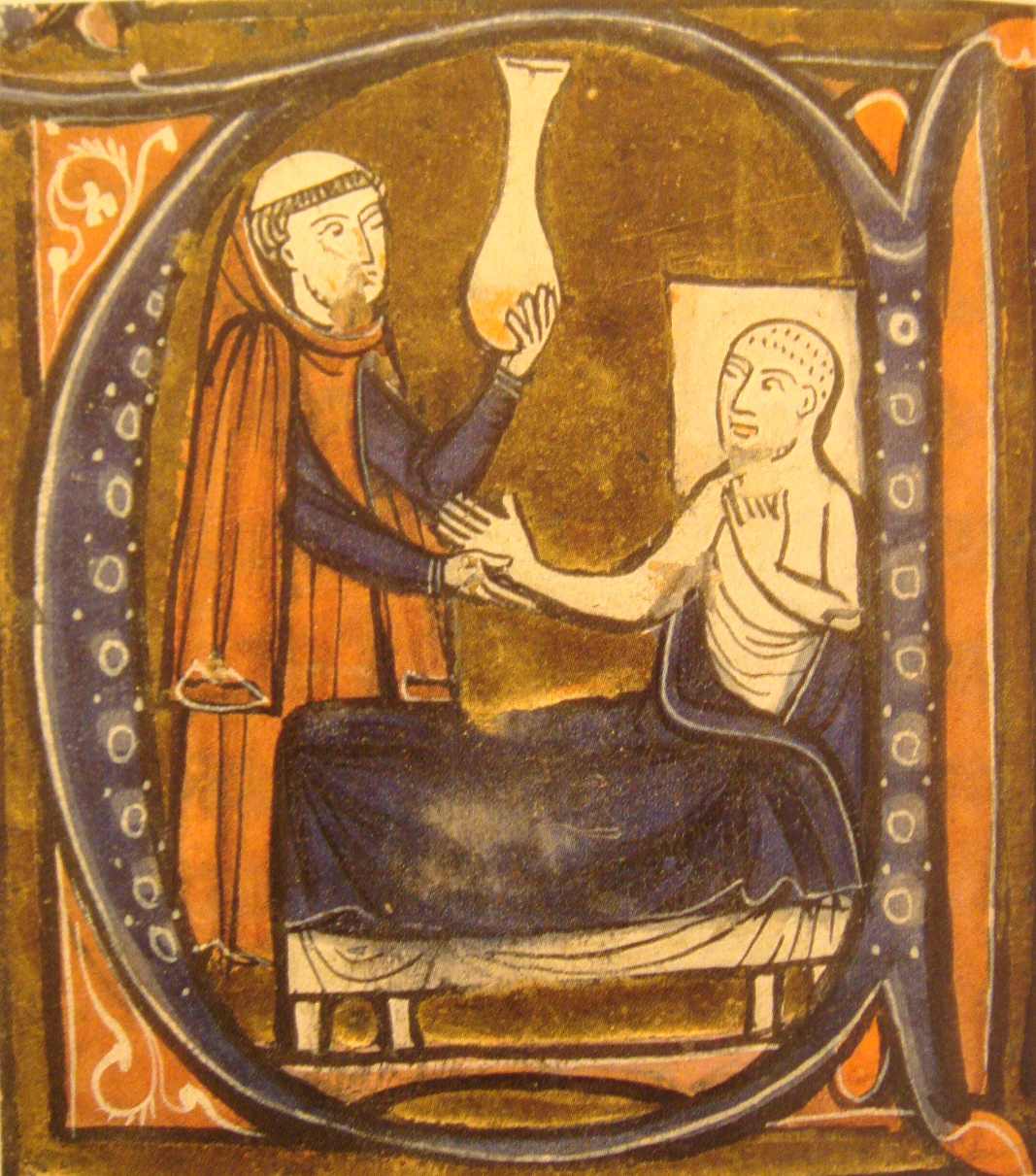
クレモナのジェラルドの著書Recueil des traites de medecine（1250-1260）に描かれたイラン人医師アル・ラーズィー

クレモナのジェラルド（英: Gerard of Cremona, 伊: Gherardo da Cremona, 1114年頃 - 1187年）は、イタリアの学者。12世紀に多くのアラビア語の学術書をラテン語に翻訳した。「トレド翻訳学派」「12世紀ルネサンス」を代表する人物。
「クレモナのジェラルド」と呼ばれる人物はもう一人いて、こちらは13世紀に薬学の著書を訳した。
別表記にクレモナのゲラルド、クレモナのヘラルド、ヘラルド・デ・クレモナ (スペイン語: Gerardo de Cremona)、クレモナのゲラルドゥス、ゲラルドゥス・クレモネンシス (ラテン語: Gerardus Cremonensis) 。

## 生涯
イタリア、ロンバルディアのクレモナに生まれた。
イタリアにおける学問の知識に満足できなかったジェラルドは、スペインに赴いてトレドで学んだ。その年は1144年より前であったとされる。当時のトレドはカスティーリャ王アルフォンソ6世が、1085年にイスラムからトレドを攻略（レコンキスタ）した後でキリスト教徒にとって安全な地となっており、アラブ文化、ヘブライ文化の中心として栄えていた。ラッビ・ベン・エズラらの有名な学者もトレドにいた。
トレドで没した。

## 訳書
ジェラルドの訳した学術書にはプトレマイオスの『アルマゲスト』がある。ジェラルドの時代ではラテン語のテキストは少なかったためトレドまで探しに来なければならなかった。1175年に結局はアラビア語から翻訳することになったこの著作は、15世紀にトラペヅンティウス（トレビゾントのゲオルグ）やレギオモンタヌス（ヨハン・ミューラー）がギリシャ語の原著から訳すまで西ヨーロッパ言語への唯一の訳書であり、コペルニクスの理論が現れるまで、天文学の基礎の位置を占めた。またアッ＝ザルカーリーらによって製作された天文表『トレド表』もラテン語に訳した。
アリストテレスに次ぐ「第二の師」と呼ばれて、エウクレイデスの注釈書を書いたアル＝ファーラービーの著書をもとに De scientiis （科学について）を著した。さらにエウクレイデスの幾何学の書『原論』をはじめ、アル＝ファルガーニー (al-Farghānī) の天文学書をラテン語に訳した。他にめぼしいものとしてテオドシウスの『球面学』、アルキメデスの論文など幾何学・代数学・工学の分野の翻訳や、ガレノスやヒポクラテスなどの医学書も数が多い。弟子たちが作った目録で知られているだけでもアラビア語による著作の翻訳は71種があり、中世初期を通じて「最も熱心で多作」な翻訳家と評される。